# Збірна України з біатлону
Збірна України з біатлону — команда, що представляє Україну на міжнародних змаганнях з біатлону: Олімпійських іграх, чемпіонатах світу, кубку світу, кубку IBU та інших.

## Спортсмени

### Чоловіки
Вперше під українським прапором спортсмени вийшли на старт в дебютній гонці сезону 1992/1993.

## Досягнення

### Олімпійські ігри
Валентина Цербе завоювала бронзову медаль на Олімпіаді 1994 року в Ліллегаммері, Олена Петрова — срібну медаль Олімпіади 1998 року в Наґано, Лілія Єфремова — бронзову медаль Олімпіади 2006 року в Турині. На Іграх 2014 року в Сочі команда у складі Віти та Валі Семеренко, Юлії Джими та Олени Підгрушної завоювала золоту медаль в естафетній гонці. Також у 2014 році Віта Семеренко виграла 3 місце в спринті, але після допінгового скандалу пов'язаного зі спортсменами з Російської федерації, її підняли на 2 місце.  

### Чемпіонати світу
На чемпіонатах світу з біатлону збірна України здобула станом на 22 лютого 2021 року 39 медалей: 7 золотих, 10 срібних, 22 бронзові. Найбільше золотих медалей для збірної здобула Олена Зубрилова: 3 — чемпіонат світу 1999 року в Контіолахті, 1 — чемпіонат світу 2002 року в Голменколлені; по одній: Олена Підгрушна — чемпіонат світу 2013 року в Нове Место-на-Мораві та Валя Семеренко — чемпіонат світу 2015 року в Контіолахті, а також Дмитро Підручний — чемпіонат світу 2019 року в Естерсунді.

#### Таблиця нагород чемпіонатів світу
| Країна  | Золото | Срібло | Бронза | Всього |
| ------- | ------ | ------ | ------ | ------ |
| Україна | 7      | 10     | 22     | 39     |

#### Призери чемпіонатів світу (чоловіки)

##### Таблиця нагород із врахуванням всіх гонок
| Місце | Спортсмен           | Золото | Срібло | Бронза | Всього |
| ----- | ------------------- | ------ | ------ | ------ | ------ |
| 1     | Дмитро Підручний    | 1      | 0      | 0      | 1      |
| 2     | Андрій Дериземля    | 0      | 0      | 2      | 2      |
| 2     | Сергій Семенов      | 0      | 0      | 2      | 2      |
| 4     | Олександр Біланенко | 0      | 0      | 1      | 1      |
| 4     | Сергій Седнєв       | 0      | 0      | 1      | 1      |

##### Таблиця нагород без врахуванням командних гонок
| Місце | Спортсмен        | Золото | Срібло | Бронза | Всього |
| ----- | ---------------- | ------ | ------ | ------ | ------ |
| 1     | Дмитро Підручний | 1      | 0      | 0      | 1      |
| 2     | Андрій Дериземля | 0      | 0      | 1      | 1      |
| 2     | Сергій Семенов   | 0      | 0      | 1      | 1      |

#### Призери чемпіонатів світу (жінки)

##### Таблиця нагород із врахуванням всіх гонок
| Місце | Спортсмен                  | Золото | Серебро | Бронза | Всего |
| ----- | -------------------------- | ------ | ------- | ------ | ----- |
| 1     | Олена Зубрилова            | 4      | 4       | 6      | 14    |
| 2     | Валя Семеренко             | 1      | 2       | 3      | 6     |
| =     | Олена Білосюк (Підгрушна)  | 1      | 2       | 3      | 6     |
| 4     | Олена Петрова              | 0      | 4       | 6      | 10    |
| 5     | Віта Семеренко             | 0      | 2       | 5      | 7     |
| 6     | Юлія Джіма                 | 0      | 2       | 3      | 5     |
| 7     | Оксана Хвостенко           | 0      | 2       | 2      | 4     |
| 8     | Оксана Яковлєва            | 0      | 2       | 0      | 2     |
| 9     | Тетяна Водоп'янова         | 0      | 1       | 4      | 5     |
| 10    | Анастасія Меркушина        | 0      | 1       | 3      | 4     |
| 11    | Ніна Лемеш                 | 0      | 1       | 2      | 3     |
| 12    | Ірина Меркушина            | 0      | 1       | 0      | 1     |
| =     | Ірина Петренко (Вавринець) | 0      | 1       | 0      | 1     |
| 14    | Валентина Цербе            | 0      | 0       | 2      | 2     |
| 15    | Дарія Блашко               | 0      | 0       | 1      | 1     |

##### Таблиця нагород без врахування командних гонок
| Місце | Спортсмен                 | Золото | Срібло | Бронза | Всього |
| ----- | ------------------------- | ------ | ------ | ------ | ------ |
| 1     | Олена Зубрилова           | 4      | 3      | 2      | 9      |
| 2     | Валя Семеренко            | 1      | 0      | 2      | 3      |
| 3     | Олена Білосюк (Підгрушна) | 1      | 0      | 1      | 2      |
| 4     | Олена Петрова             | 0      | 2      | 2      | 4      |
| 5     | Віта Семеренко            | 0      | 0      | 3      | 3      |
| 6     | Оксана Хвостенко          | 0      | 0      | 2      | 2      |

## Всі призери
Призери етапів кубку світу, чемпіонатів світу та Олімпійських ігор
- Станом на 01.01.2023

| №       | Спортсмен                  | Особисті гонки | Особисті гонки | Особисті гонки | Особисті гонки | Естафети | Естафети | Естафети | Естафети |        |
| №       | Спортсмен                  | Gold           | Silver         | Bronze         | Разом          | Gold     | Silver   | Bronze   | Разом    | Всього |
| ------- | -------------------------- | -------------- | -------------- | -------------- | -------------- | -------- | -------- | -------- | -------- | ------ |
| 1       | Олена Зубрилова            | 17             | 16             | 5              | 38             | 1        | 4        | 12       | 17       | 55     |
| 2       | Олена Петрова              |                | 4              | 11             | 15             | 2        | 6        | 11       | 19       | 34     |
| 3       | Валя Семеренко             | 2              | 1              | 8              | 11             | 5        | 7        | 6        | 18       | 29     |
| 4       | Олена Білосюк (Підгрушна)  | 2              | 2              | 4              | 8              | 5        | 10       | 5        | 20       | 28     |
| 5       | Юлія Джіма                 | 1              | 4              | 3              | 8              | 4        | 7        | 8        | 19       | 27     |
| 6       | Віта Семеренко             |                | 3              | 8              | 11             | 4        | 8        | 3        | 15       | 26     |
| 7       | Тетяна Водоп'янова         | 2              | 1              | 2              | 5              | 2        | 4        | 9        | 15       | 20     |
| 8       | Андрій Дериземля           | 1              | 1              | 6              | 8              |          | 2        | 3        | 5        | 13     |
| 9       | Ніна Лемеш                 | 1              |                |                | 1              | 2        | 1        | 9        | 12       | 13     |
| 10      | Сергій Семенов             |                | 1              | 4              | 5              |          | 2        | 4        | 6        | 11     |
| 11      | Оксана Хвостенко           | 1              | 1              | 3              | 5              | 1        | 4        |          | 5        | 10     |
| 12      | Сергій Седнєв              | 1              | 1              | 2              | 4              |          | 2        | 2        | 4        | 8      |
| 13      | Валентина Цербе            |                |                | 2              | 2              | 1        | 2        | 3        | 6        | 8      |
| 14      | Анастасія Меркушина        | 8 місце        | 8 місце        | 8 місце        | 0              |          | 2        | 5        | 7        | 7      |
| 15      | Ірина Петренко (Вавринець) | 7 місце        | 7 місце        | 7 місце        | 0              | 1        | 2        | 3        | 6        | 6      |
| 16      | Дмитро Підручний           | 1              |                |                | 1              |          | 2        | 2        | 4        | 5      |
| 17      | Вячеслав Деркач            |                |                | 2              | 2              |          | 1        | 1        | 2        | 4      |
| 18      | Наталія Отченаш (Бурдига)  | 6 місце        | 6 місце        | 6 місце        | 0              |          | 2        | 2        | 4        | 4      |
| 19      | Ірина Меркушина            | 7 місце        | 7 місце        | 7 місце        | 0              |          | 1        | 3        | 4        | 4      |
| 20      | Ольга Абрамова             | 7 місце        | 7 місце        | 7 місце        | 0              |          |          | 3        | 3        | 3      |
| =       | Артем Тищенко              | 10 місце       | 10 місце       | 10 місце       | 0              |          |          | 3        | 3        | 3      |
| 22      | Надія Бєлова               |                | 2              |                | 2              |          |          |          | 0        | 2      |
| 23      | Руслан Лисенко             |                | 1              |                | 1              |          | 1        |          | 1        | 2      |
| 24      | Лілія Вайгіна-Єфремова     |                |                | 2              | 2              |          |          |          | 0        | 2      |
| 25      | Артем Прима                | 5 місце        | 5 місце        | 5 місце        | 0              |          | 2        |          | 2        | 2      |
| =       | Оксана Яковлєва            | 12 місце       | 12 місце       | 12 місце       | 0              |          | 2        |          | 2        | 2      |
| 27      | Наталія Терещенко          | 10 місце       | 10 місце       | 10 місце       | 0              |          | 1        | 1        | 2        | 2      |
| 28      | Олександр Біланенко        | 7 місце        | 7 місце        | 7 місце        | 0              |          | 1        | 1        | 2        | 2      |
| 29      | Дарія Блашко               | 12 місце       | 12 місце       | 12 місце       | 0              |          |          | 2        | 2        | 2      |
| 30      | Марія Панфілова            | 13 місце       | 13 місце       | 13 місце       | 0              |          | 1        |          | 1        | 1      |
| =       | Тетяна Рудь                | 15 місце       | 15 місце       | 15 місце       | 0              |          | 1        |          | 1        | 1      |
| =       | Руслан Ткаленко            | 35 місце       | 35 місце       | 35 місце       | 0              |          | 1        |          | 1        | 1      |
| 33      | Олег Бережний              | 4 місце        | 4 місце        | 4 місце        | 0              |          |          | 1        | 1        | 1      |
| Всього: | Всього:                    | 29             | 38             | 62             | 126            |          |          |          |          |        |

## Поточний склад
Станом на 5 серпня 2020

### Тренери

#### Основна збірна
- Колупаєв Євген Федорович — державний тренер
- Воропаєв Ігор Семенович — начальник команди
- Карленко Василь Павлович — провідний тренер з наукової роботи
- Седнєв Сергій Анатолійович — провідний тренер
- Мартинова Тамара Іванівна — провідний тренер
- Очігава Оксана Валеріївна — тренер-адміністратор
- Ястребов Микола Іванович — тренер-адміністратор
- Кретиніна Олеся Сергіївна — тренер-адміністратор
- Санітра Юрай — старший тренер (чоловіки)
- Кравченко Олексій Олександрович — старший тренер (чоловіки)
- Ященко Ігор Анатолійович — старший тренер (чоловіки)
- Зоц Микола Миколайович ‎ — старший тренер (жінки)
- Лесніков Валерій Сергійович — старший тренер (жінки)
- Махлаєв Володимир Анатолійович — старший тренер (жінки)
- Шамрай Григорій Іванович — старший тренер (жінки)
- Меркушин Олег Валерійович — старший тренер (жінки)
- Біланенко Олександр Вікторович — старший тренер (жінки)
- Лопухов Ілля Миколайович — старший тренер (жінки)
- Шевченко Валентина Євгенівна — старший тренер (жінки)
- Братков Богдан Павлович — тренер-лікар (чоловіки)
- Тимченко Андрій Віталійович — тренер-лікар (жінки)
- Іванченко Сергій Олександрович — тренер-масажист (чоловіки)
- Гуменяк Михайло Миколайович — тренер-масажист (жінки)
- Пухов Дмитро Вікторович — тренер-масажист (жінки)
- Михайленко Сергій — сервісмен

### Основна команда

#### Чоловіки
- Антон Дудченко
- Тарас Лесюк
- Дмитро Підручний
- Артем Прима
- Сергій Семенов
- Артем Тищенко
- Руслан Ткаленко
- Віталій Труш
- Богдан Цимбал

#### Жінки
- Надія Бєлкіна
- Олена Білосюк
- Дарія Блашко
- Юлія Джіма
- Юлія Журавок
- Анна Кривонос
- Анастасія Меркушина
- Анастасія Рассказова
- Валентина Семеренко
- Віта Семеренко
- Христина Дмитренко

## У культурі
У 2014 році на відкритті XXII зимових Олімпійських ігор у Сочі «Укрпошта» спільно з Національним олімпійським комітетом презентувала громадськості поштову марку «Збірна України з біатлону-2014». На марці зображені призерки чемпіонатів світу і Європи, переможниці і призерки етапів Кубків світу з біатлону Олена Підгрушна, сестри Валентина і Віта Семеренки та Юлія Джима. Марка випущена тиражем 161 тис. примірників.